# Жеребкіна Ірина Анатоліївна
Жеребкіна Ірина Анатоліївна (9 квітня 1959, Ніжин) ― українська гендерна дослідниця, директорка Харківського центру гендерних досліджень, основна редакторка журналу «Гендерні дослідження» та професор кафедри теорії культури та філософії в Харківському національному університеті ім. В. Н. Каразіна, доктор філософських наук з ухилом до постмодернізму.
До сфер діяльності входять: сучасна філософія політичної думки, гендерна та феміністська теорії, філософська антропологія та феміністська деконструкція політичної антропології дорадянських та пострадянських суспільств.
Ірина Жеребкіна закінчила Ростовський університет, працювала в Інституті філософії РАН, після чого приїхала до Києва, де вивчала філософію і на початку 1990-х обіймала посаду в московському Інституті Філософії.. У 1994 році створила в Харкові перший на території України центр гендерних досліджень.

## Феміністський аналіз
Використовуючи ідеї Лакана, Фуко, а також сучасних західних феміністок, Жеребкіна зробила першу серйозну спробу критики українського націоналізму й основного пострадянського політичного дискурсу з феміністської точки зору. Аналізуючи різноманітні види історико-культурного матеріалу (наприклад, українську класичну поезію і прозу, історію жіночого руху початку XX ст., документи сучасних жіночих конференцій), Жеребкіна продемонструвала історичну особливість в ідеології українського жіночого руху, що визначається націоналізмом. Згідно з аналізом, одержимість націоналістською ідеологією не дозволяла українським лідеркам викладати питомо феміністські проблеми, описувати інтереси жінок і захищати їхні права. Пріоритет жіночих проблем був згублений, принесений в жертву нації.
Згадуючи зображення жінок в поезії Шевченка, Жеребкіна підкреслює важливість образу «зґвалтованої матері» (українки, зґвалтованої москалями) у пробудженні української національної свідомості. Жінки-жертви були визначальними в процесах формування національної ідентичності, оскільки Україна на той час символізувалась саме образом «зґвалтованої матері». Національна ідентичність сформувалася як спосіб протидії Росії. Цей вид постколоніальної ненависті до панівного образу можна розглядати як основний ресурс для політики національної ідентичності в сучасній Україні.
Жеребкіна позиціює себе поза дискурсом національного фемінізму, не визначаючи українське походження об'єкту своїх досліджень. На відміну від українських колежанок, Жеребкіна з деяким скептицизмом ставиться до можливості незалежного феміністського руху та гендерних досліджень у пострадянських країнах, враховуючи їхні дії маніпуляційного характеру. Її методологічні уподобання орієнтуються на західних теоретикинь постфемінізму, таких як Розі Брайдотті, Джудіт Батлер, разом з котрими підкреслює кризу і зміни парадигми в сучасному фемінізмі, що передбачають тематизацію жіночої суб'єктивності, критику класичного ліберального фемінізму, перехід від «фемінізму рівності» до «фемінізму відмінності». На думку Жеребкіної, ця методологія головним чином функціонує на рівні колективної несвідомості, тобто її можна ефективно використовувати з метою аналізу характерних особливостей суспільств пострадянського простору.
Авторка ставить наступні питання: яким чином влада має право говорити від імені жінок та визначати їхні інтереси? Як конструюються та представляються інтереси жінок в офіційному дискурсі та націоналістській ідеології? В праці «Жіноча політична несвідомість» аналізуються традиції українського фемінізму, звертаючись до документів сучасних жіночих організацій, та досліджено трансформацію традиційного образу жінки в українській культурі та феміністський рух в історичній періодиці дорадянського та пострадянського простору. Жеребкіна пише про історію українського жіночого руху як невдалого зусилля протистояння та боротьби.

## Харківський центр гендерних досліджень
Першою серйозною спробую впровадити феміністські ідеї в сучасне українське суспільство і, зокрема, в академічні сфери, було створення Харківського центру гендерних досліджень. ХЦГД — перший центр гендерних досліджень на території України. Діяльність Центру фокусується на феміністській теорії, феміністській політичній теорії, феміністській філософії, феміністській літературній критиці та постколоніальній феміністській теорії.
Спочатку харківський Центр мав тісні контакти з Московським та іншими російськими центрами гендерних досліджень, згодом розроблено мережу контактів в Україні. Після кількох років існування Харківський центр заявив про необхідність розвитку постмодерністського підходу, літературної критики й сучасних феміністських теорій. Саме з позиції постмодерністської феміністської критики Ірина Жеребкіна написала книгу «Жіноче політичне несвідоме», видану в Харкові в 1996 році.
Внесок Жеребкіної в український фемінізм став суворою критикою державного націоналістичного дискурсу і чіткою ідентифікацією фемінізму в Україні з радикальною опозицією панівній ідеології й політиці. Ця політична позиція дала ХЦГД маргінальний статус як в українському фемінізмі, так і в академічному житті. З іншого боку, стратегія дистанціювання від сучасного фемруху була свідомим вчинком: Жеребкіна прагне говорити мовою счасних західних феміністок, і хоча вона іноді критикує західно-центровані підходи з позиції східноєвропейської жінки, її теоретична позиція визначається застосуванням деконструкції та інших потужних інструментів західного філософського дискурсу до матеріалів української культури.
Протягом останніх десяти років центр щорічно проводив літню школу феміністських досліджень для учасниць колишніх республік Союзу. Російська продовжує бути головною робочою мовою щорічної літньої школи в АР Крим. В центрі публікується єдине видання з гендерної тематики не тільки в Україні, але й у всьому пострадянському просторі — журнал «Гендерні дослідження».
Центр також редагує книги, загалом переклади західних феміністських праць та монографій Жеребкіної.

## Публікації
Серед основних публікацій Жеребкіної наступні:
- Ірина Жеребкина. Це солодке слово… Гендерні 60-ті та далі. СПб: Алетейя, 2012 (серія Феміністська колекція).
- Ірина Жеребкина. Суб'єктивність та гендер. — СПб: Алетейя, 2007. — 304 с.
- Ірина Жеребкина. Феміністська інтенвенція в сталінізм, або Сталіна не існує — СПб.: Алетейя, 2006.
- Ірина Жеребкина. Гендерні 90-ті, або Фаллосу не існує. — СПб.: Алетейя, 2003. — 256 с. — (Книжкова серія «Феміністська колекція»).
- Ірина Жеребкина. Жіноче політичне безсвідоме. — СПб.: Алетейя, 2002. — 224 с. — (Книжкова серія «Гендерні дослідження»).
- Ірина Жеребкина. Пристрасть: Жіноче тіло та жіноча сексуальність в Росії. — СПб: Алетейя, 2001. — 336 с. — (Книжкова серія «Феміністська колекція»).
- Вступ до гендерних досліджень. Частина 1. Навчальний посібник. // під ред. І. Жеребкина — Харків: ХЦГД; СПб: Алетейя, 2001—708 с. — (Книжкова серія «Гендерні дослідження»).
- Ірина Жеребкина. «Прочитай моє бажання…» Постмодернізм. Психоаналіз. Фемінізм. — М.: Ідея-Прес, 2000—256 c. «Фемінізм під будь-яким іншим іменем» в Україні: жінки репрезентують самих себе // під ред. І. Жеребкина і Н. Виноградової — Харків: ХЦГД, «Крок», 2000 — 68 c.
- Femina Postsovietica. Українська жінка у перехідний період: Від соціальних рухів до політики // під ред. І. Жеребкина. — Харків: ХЦГД; 1998—336 c.
- Гендерні дослідження: Феміністська методологія в соціальних науках // під ред. І. Жеребкина. — Харків: ХЦГД; 1998. — 356 c.
- Ірина Жеребкина. Жіноче політичне безсвідоме. — Харків: ХЦГІ; Ф-Пресс, 1997. — 375 с.
- Теорія та історія фемінізму. Курс лекцій. // під ред. І. Жеребкина — Харків: ХЦГД; Ф-Пресс, 1996. — 387 c.
- Ірина Жеребкина, Сергій Жеребкін. Метафізика як жанр. — Київ: ЦГО НАН України, 1996. — 313 c.